# فريدي سوير
فريدي سوير (بالإنجليزية: Freddie Sauer)‏ مواليد 2 أغسطس 1961 في جنوب أفريقيا، هو لاعب كرة مضرب جنوب أفريقي سابق وكان يلعب باليد اليمنى. أعلى تصنيف له في الفردي كان المركز الـ 134 في سنة 1983. أعلى تصنيف له في الزوجي كان المركز الـ 79 في سنة 1983.

## النهائيات

### الزوجي: (1)
| الرقم | السنة | الدورة                  | الأرضية | الشريك             | المنافس في النهائي    | النتيجة في النهائي |
| ----- | ----- | ----------------------- | ------- | ------------------ | --------------------- | ------------------ |
| 1.    | 1982  | جوهانسبرغ، جنوب أفريقيا | صلبة    | سشوك فان دير ميرفي | تيان فيلجون داني فيسر | 6–2, 6–1           |

## روابط خارجية
- فريدي سوير على موقع رابطة محترفي التنس (الإنجليزية)
- فريدي سوير على موقع الاتحاد الدولي لكرة المضرب (الإنجليزية)
- فريدي سوير على موقع خلاصة التنس.كوم (الإنجليزية)